# Georgetown (Illinois)
Pour les articles homonymes, voir Georgetown.
Georgetown est une petite ville du comté de Vermilion dans l'Illinois aux États-Unis. Elle est incorporée le 21 juillet 1909.

## Démographie
Lors du recensement de 2010, la ville comptait une population de 3 474 habitants. Elle est estimée, en 2016, à 3 312 habitants.

## Source de la traduction
- (en) Cet article est partiellement ou en totalité issu de l’article de Wikipédia en anglais intitulé « Georgetown, Illinois » (voir la liste des auteurs).